# 板倉勝意
板倉 勝意（いたくら かつおき）は、江戸時代中期から後期にかけての大名。上野国安中藩主。官位は従五位下・主計頭、伊予守。重形系板倉家5代。

## 略歴
宝暦5年（1755年）8月1日、初代藩主・勝清の六男として誕生。安永9年（1780年）9月10日、兄で2代藩主・板倉勝暁の養子となる。天明4年（1784年）12月15日、10代将軍・徳川家治に拝謁する。天明5年12月18日、従五位下伊予守に叙任した。寛政4年（1792年）9月27日、勝暁の死去により家督を継いだ。
文化2年（1805年）10月10日（または10月20日）に死去した。享年51。跡を養子・勝尚が継いだ。

## 系譜
父母
- 板倉勝清（実父）
- 板倉勝暁（養父）

正室、継室
- 久 - 小笠原長恭の娘（正室）
- 光 - 毛利就馴の娘（継室）

養子
- 板倉勝尚 - 板倉勝政の五男